# Переулок Сеченова (Одесса)
Переулок Сеченова — улица в Одессе, в исторической части города, от улицы Пастера до улицы Мечникова

## История

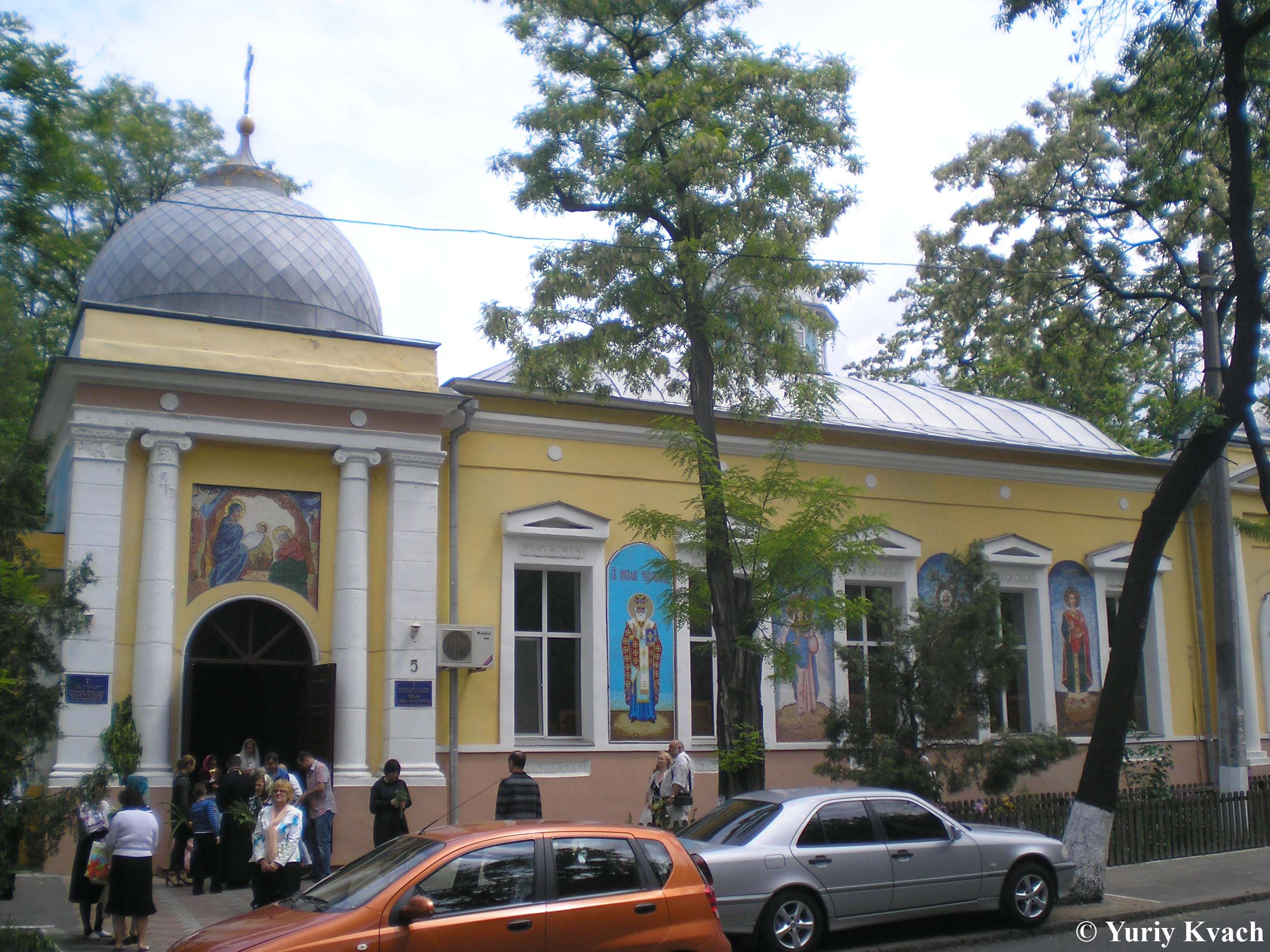
церковь Рождества Христова. Ул. Пастера, 5а

Первоначальное название Рождественский. 
Здесь в начале XIX века было запланировано возведение зданий военного госпиталя.
Первоначальный проект был выполнен архитектором Тома де Томоном в классическом стиле. Однако в связи с нехваткой средств и передачей постройки из военного ведомства в ведение Городской думы проект был изменён архитекторами Джованни Фраполли и Егором Ферстером. Здесь разместилась карантинная больница одесского порта, а позже — Первая городская больница.
Центральный корпус с портиком дорического ордера был завершён в 1807 году. Боковые галереи, которые образовали вместе с центральным корпусом анфиладу, сооружены в 1821 и 1827 годах.
В правом крыле была устроена церковь Рождества Христова, по которой близлежащий переулок и был назван Рождественским.
Церковь реконструирована, является соборным храмом для Одесско-Балтской епископии Украинской православной церкви Киевского патриархата.
Современное название в память о Иване Михайловиче Сеченове (1829—1905) — биологе, основоположнике отечественной физиологической школы психофизиологии, жившем и работавшем в Одессе в 1870–1876.

## Достопримечательности

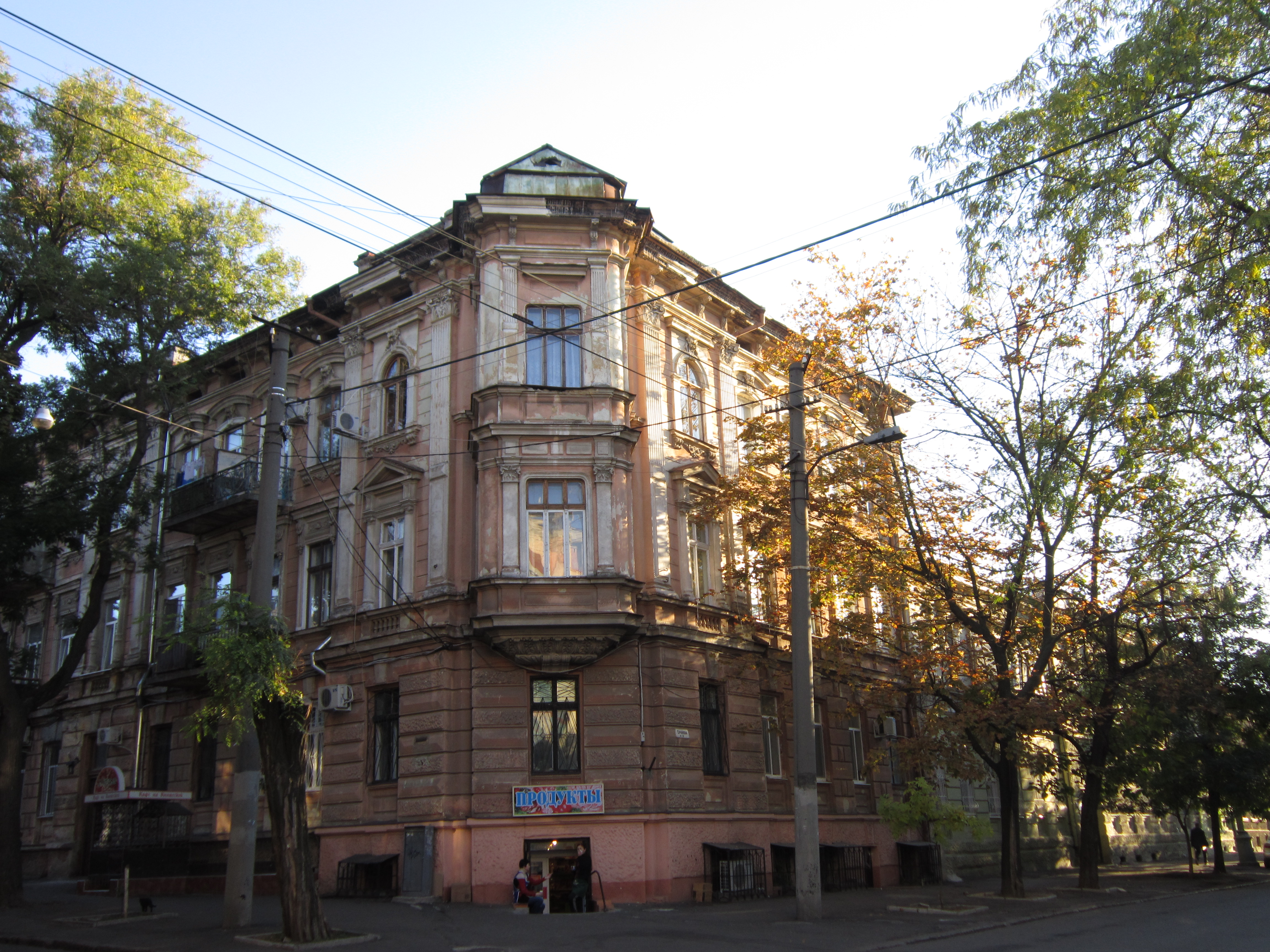
Доходный дом Е. Ашкенази

д. 4 — Доходный дом Е. Ашкенази

## Известные жители
д. 7 — актёр театра и кино Василий Вронский (1941)